# Colubrina cubensis
Colubrina cubensis là một loài thực vật có hoa trong họ Táo. Loài này được (Jacq.) Brongn. mô tả khoa học đầu tiên năm 1827.